# Francisco de Borja Idiáquez y Palafox
Francisco de Borja Idiáquez y Palafox (Estella, 28 de abril de 1755-Madrid, 17 de marzo de 1817), duque de Granada de Ega, fue un aristócrata, militar y político español.

## Biografía
Hijo mayor de Ignacio de Idiáquez y Aznárez Garro, III duque de Granada de Ega, y de María Josefa de Palafox y Bardaxí, hija del II marqués de Lazán. Se casó con María Agustina de Carvajal y Lancaster, hija del V duque de Abrantes. Fueron sus hijos Francisco Javier de Idiáquez y Carvajal, que le sucedió en la casa; José de Idiáquez y Carvajal, que se casó con María de Palafox, marquesa de Ariza; María Ignacia de Idiáquez y Carvajal; y Juana de Idiáquez y Carvajal.
Ostentó los títulos de IV duque de Granada de Ega, X marqués de Cortes, V conde de Valdetorres, VII conde de Javier, vizconde de Zolina y vizconde de Muruzábal. grande de España de primera clase, caballero gran cruz de la orden de Carlos III desde 1790, comendador de la orden de Alcántara desde 1803, de la orden del Toisón de Oro desde 1816, y de la orden de san Hermenegildo, fue mariscal perpetuo del reino de Navarra y teniente general de los reales ejércitos y fue también gentilhombre de cámara de su majestad con ejercicio. Comenzó su carrera militar como cadete del regimiento de caballería del príncipe, y fue ascendiendo hasta alcanzar la graduación de teniente general. Participó en el gran asedio de Gibraltar entre 1782 y 1783; y en la guerra del Rosellón, en la que mandó en jefe en el frente de Aragón, en ausencia del príncipe de Castelfranco. De allí fue llamado a la corte, para la junta de generales que se celebraba bajo la presidencia del rey Carlos IV. Tras la capitulación de Madrid en 1808, fue apresado como prisionero de guerra y conducido a Francia. Tras la paz de 1814, fue constituido nuevamente por el rey Fernando VII en todos sus empleos, grados y distinciones políticas y militares. Ese mismo año empieza a ejercer como presidente del consejo de Órdenes, cargo para el que había sido nombrado antes de su apresamiento en 1808, y que ocupó hasta su muerte en 1817.